# Sphaeromides bureschi
Sphaeromides bureschi là một loài chân đều trong họ Cirolanidae. Loài này được Strouhal miêu tả khoa học năm 1963.